# Marit Maij
Marit Elisabeth Maij (ur. 16 stycznia 1972 w Hadze) – holenderska polityk i dyplomatka, deputowana do Tweede Kamer, posłanka do Parlamentu Europejskiego X kadencji.

## Życiorys
Córka polityk Hanji Maij-Weggen. W 1994 ukończyła politologię na Uniwersytecie Amsterdamskim, w 1996 została absolwentką studiów podyplomowych MBA. W latach 1994–1996 pracowała jako asystentka europosłów Apelu Chrześcijańsko-Demokratycznego. Później związana z holenderską dyplomacją, zatrudniona na placówkach w Kostaryce i ChRL. Kierowała też wydziałami polityki migracyjnej oraz spraw konsularnych w strukturze ministerstwa spraw zagranicznych.
W latach 2012–2017 z ramienia Partii Pracy sprawowała mandat deputowanej do Tweede Kamer. W 2017 była przedstawicielką resortu spraw zagranicznych do spraw migracji. W 2019 objęła stanowisko dyrektora generalnego organizacji charytatywnej CNV Internationaal. W 2021 została powołana na dyrektora holenderskiego oddziału organizacji ActionAid. W 2024 została wybrana do Parlamentu Europejskiego X kadencji.